# Runestenen Sandby 3
Runestenen Sandby 3 er en runesten, fundet i Sandby før 1643. Stenen er omtalt første gang i Worms runeværk, hvor den sad i Sandby Kirkes kormur. Toppen mangler og har gjort det, så længe man har kendt stenen. I 1828 blev stenen udtaget og B-siden kunne læses.
"Spalkløse" er landsbyen "Spragelse" som ligger ca. 10 km syd for Sandby. Susåen, Svalebøk og Søbæk løber lige i nærheden.

## Indskrift
| Translitteration | Side A sylfa : rest... ...i : sbalklusu : eyfti : susur : faþur ...(r)þi : bru : þisi : iki : þurils : brþur : sin : Side B imun : san... if : uitrik : susi : eR : uan : sil... |
| Transskription   | Sylfa rēst[i] ... ... Spalkløsu øfti[R] Sǫssur, faður [ok] [gæ]rði brō þessi æftiR Þōrgīsl, brōþur sinn. Ē mun ... ... vitring sūsi, eR vann Syl[fa]/sial[fR].                   |
| Oversættelse     | Sølve rejste… i Spalkløse efter Suser, sin far, (og) gjorde denne bro efter Torgisl, sin bror. Altid skal … dette mindesmærke, som Sølve selv udførte.                           |